# روبرت كينيدي (ناشر)
روبرت كينيدي هو ناشر كندي، ولد في 18 أبريل 1938 في ميونخ في ألمانيا، وتوفي في 12 أبريل 2012 بسبب سرطان الجلد.